# Actaea simplex
Actaea simplex là một loài thực vật có hoa trong họ Mao lương. Loài này được (DC.) Wormsk. ex Prantl mô tả khoa học đầu tiên năm 1888.

## Hình ảnh

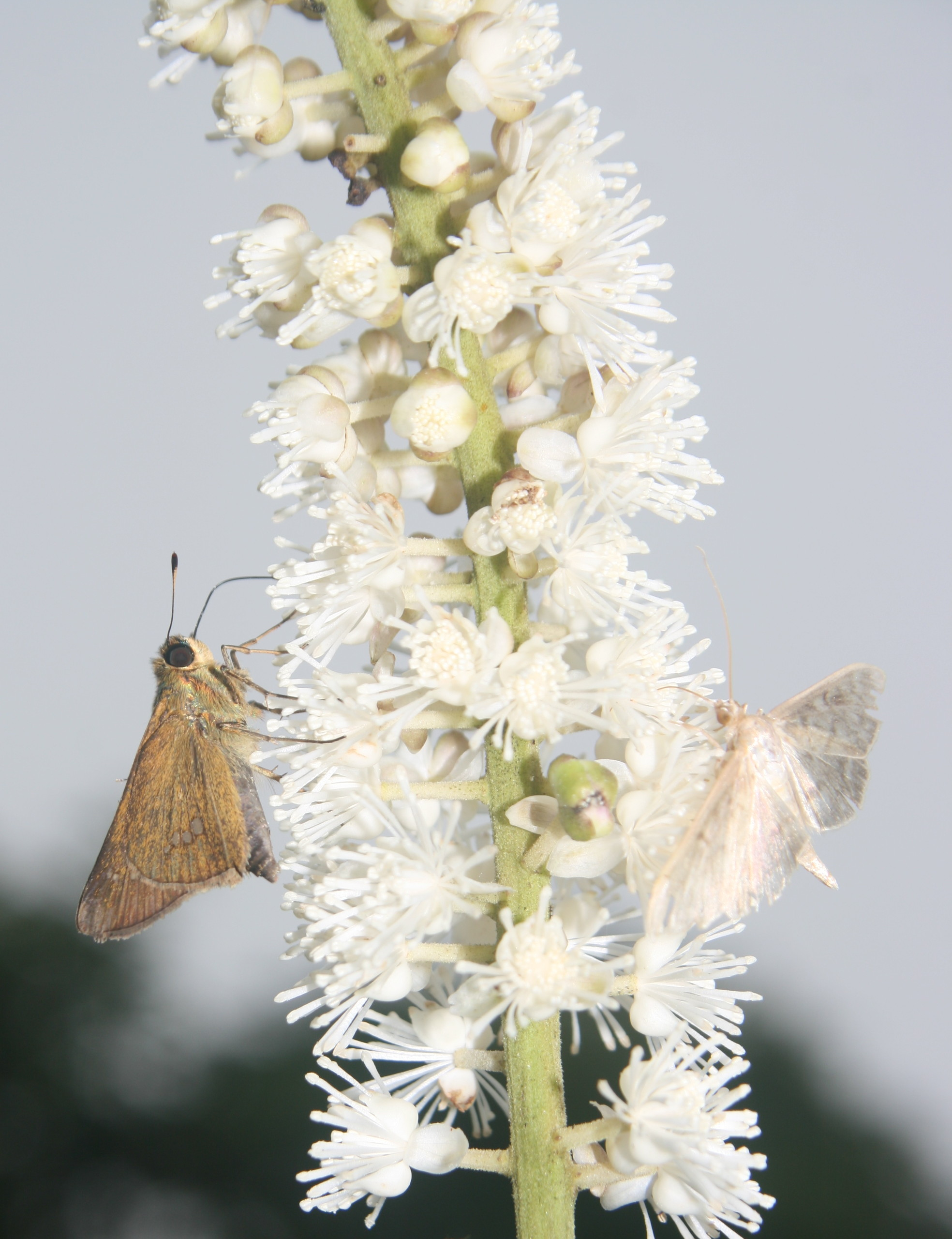
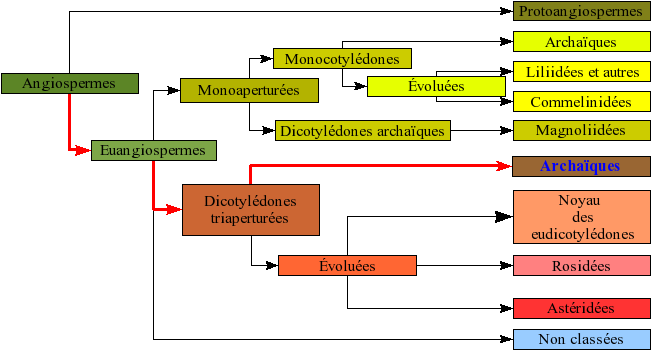
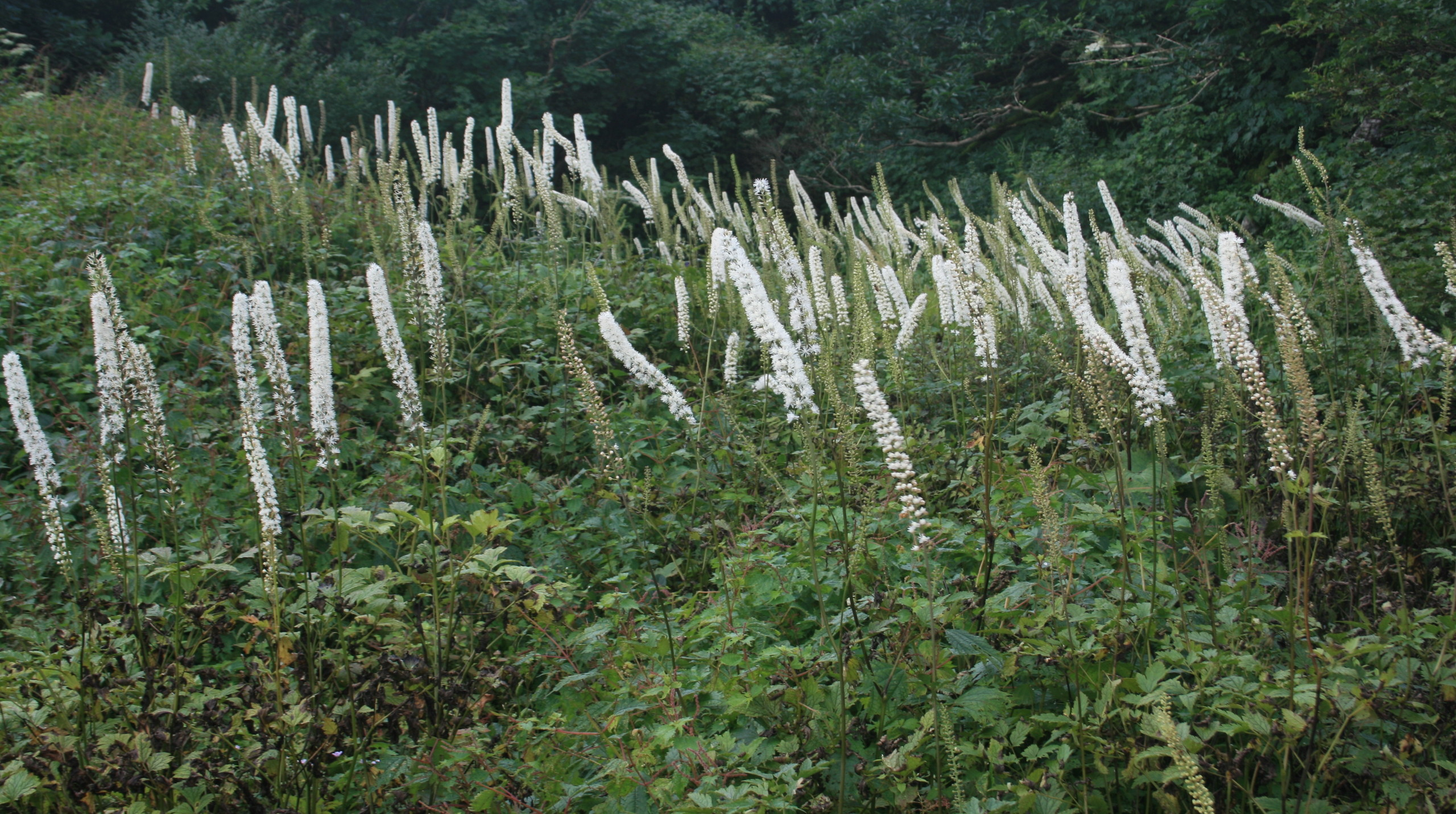
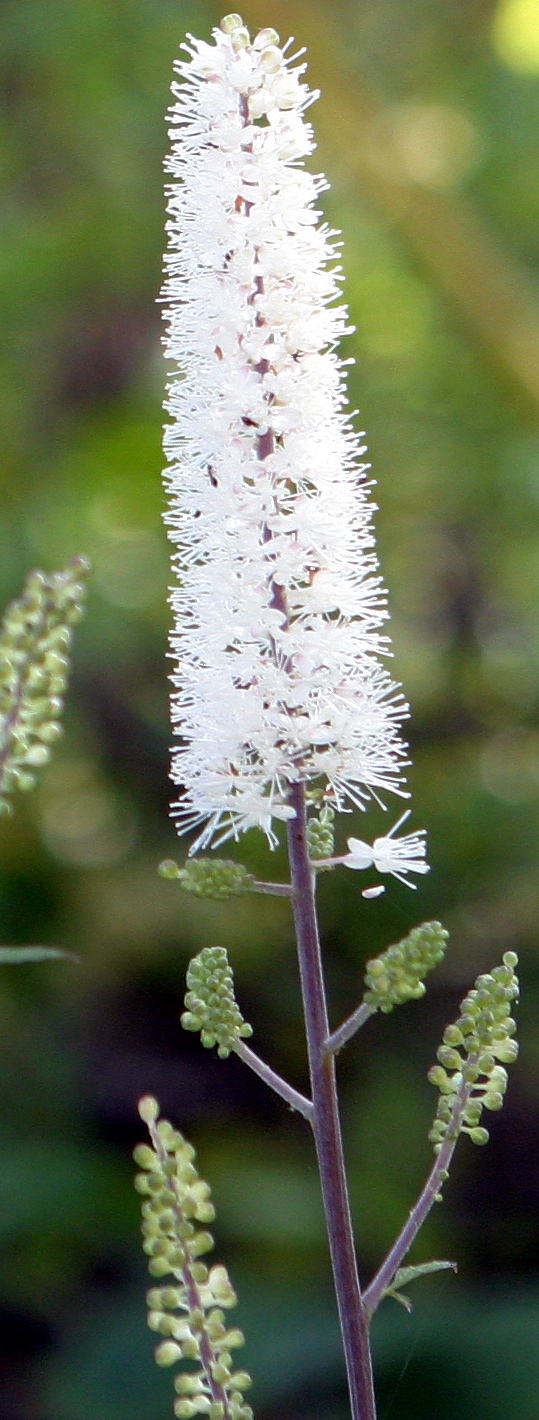